# 豫坡酒
豫坡酒是河南西平县出产的一种白酒，源于清末当地盆尧镇盆西村人张元所研发的酿酒术，但其所创私人酒坊后因故倒闭。张元的曾孙张麦穗于1958年以祖传酿酒技艺入股，同老王坡农场合作成立西平县老王坡农场酒厂，恢复了生产，酒厂后数度改制、易名。1980年厂长刘武昌带员三赴茅台酒厂习艺，归来后以茅台酿造技术提升产品质量。豫坡酒乃以高粱为原料，用小麦、豌豆 制高温大曲，经轮底发酵、稳压蒸馏、分级贮存，量质勾兑等传统酿造技艺酿成的酱浓兼香型白酒。2011年7月，豫坡酒酿造技艺被驻马店市政府公布为第三批市級非物质文化遗产项目。